# Ozineus torquatus
Ozineus torquatus là một loài bọ cánh cứng trong họ Cerambycidae.